# ببغاء مقنع
ببغاء مقنع (باللاتينية: Psephotus dissimilis) (بالإنجليزية: Hooded parrot)‏ ، هو نوع ينتمي إلى بستاكوليداي (فصيلة: Psittaculidae) .